# Arroyo Limón, Guerrero
Arroyo Limón är en ort i Mexiko.   Den ligger i kommunen San Luis Acatlán och delstaten Guerrero, i den sydöstra delen av landet, 280 km söder om huvudstaden Mexico City. Arroyo Limón ligger 885 meter över havet och antalet invånare är 120.
Terrängen runt Arroyo Limón är huvudsakligen kuperad, men åt sydost är den bergig. Runt Arroyo Limón är det ganska glesbefolkat, med 24 invånare per kvadratkilometer. Närmaste större samhälle är Iliatenco, 16,4 km väster om Arroyo Limón. I omgivningarna runt Arroyo Limón växer huvudsakligen savannskog.